# Psychotria quinqueradiata
Psychotria quinqueradiata är en måreväxtart som beskrevs av Pol.. Psychotria quinqueradiata ingår i släktet Psychotria och familjen måreväxter. Inga underarter finns listade i Catalogue of Life.